# Крайсгауптманшафт Калуш
Крайсгауптманшафт Калуш, Калуське окружне староство, або Калуська округа (нім. Kreishauptmannschaft Kalusz) — адміністративно-територіальна одиниця дистрикту Галичина Генеральної губернії з центром у Калуші. Існувала під час нацистської окупації України.

## Історія
17 липня 1941 року Гітлер своїм наказом передав управління Східною Галичиною у відання генерал-губернатора Ганса Франка. 22 липня того ж року фюрер підписав указ про передачу влади у Галичині на місцях цивільній німецькій адміністрації.
1 серпня 1941 Ганс Франк видав розпорядження про утворення дистрикту «Галичина», а приблизно 11 серпня 1941 року у його складі утворено Калуське окружне староство з територій колишніх Долинського і Калуського повітів. Початкова офіційна назва утворення — окружне староство і об'єднання гмін Калуш (нім. Kreishauptmannschaft und Gemeindeverband Kalusz).
Відомо, що з 15 вересня 1941 року виконувати обов'язки Калуського окружного старости (крайсгауптмана) прислали із Седльців людину на прізвище Ґерке (нім. Gercke), якого з 1 квітня 1942 змінив ландкомісар доктор Карл-Ганс Брошеґ (нім. Karl-Hans Broschegg) зі Бжеська.
1941 року в Калуші виходив часопис «Золотий тризуб: Орган революційного повітового проводу», а в 1941—1942 роках видавався тижневик «Калуський голос».
1 серпня 1943 Калуське окружне староство розформували, а його територію розділили між Станіславським окружним староством (місто Калуш і гміни Голинь, Небилів, Лдзяни, Новиця, Томашівці, Верхня, Вістова і Войнилів) та Стрийським окружним староством (місто Долина і гміни Велдіж, Витвиця, Креховичі, Перегінське, Рожнятів, Спас і Тростянець). Тоді ж було утворено Калуський повітовий комісаріат (нім. Landkommissariat Kalusz).